# Pristimantis librarius
Pristimantis librarius är en groddjursart som först beskrevs av Flores och Gregory Owen Vigle 1994.  Pristimantis librarius ingår i släktet Pristimantis och familjen Strabomantidae. IUCN kategoriserar arten globalt som otillräckligt studerad. Inga underarter finns listade i Catalogue of Life.